# Indosylvirana caesari
Espèce
Synonymes
- Hylarana caesari Biju, Garg, Mahony, Wijayathilaka, Senevirathne & Meegaskumbura, 2014

Indosylvirana caesari est une espèce d'amphibiens de la famille des Ranidae.

## Répartition
Cette espèce est endémique du Maharashtra en Inde. Elle se rencontre dans les districts de Sindhudurg et de Satara dans les Ghâts occidentaux.

## Description
Les mâles mesurent de 43,2 à 50,1 mm et les femelles de 58,0 à 59,7 mm.

## Étymologie
Cette espèce est nommée en l'honneur de Caesar Sengupta.

## Publication originale
- Biju, Garg, Mahony, Wijayathilaka, Senevirathne & Meegaskumbura, 2014 : DNA barcoding, phylogeny and systematics of Golden-backed frogs (Hylarana, Ranidae) of the Western Ghats-Sri Lanka biodiversity hotspot, with the description of seven new species. Contributions to Zoology, vol. 83, no 4, p. 269–335 (texte intégral).